# メルセデス・ベンツ・GLE
メルセデス・ベンツ・GLE（Mercedes-Benz GLE）は、ドイツの自動車メーカーであるメルセデス・ベンツ・グループが生産し、同社がメルセデス・ベンツブランドで販売している高級SUVである。
Mクラスの後継車であり、アメリカ（アラバマ州タスカルーサ工場）で生産される。初代のみ、プラットフォームをジープ・グランドチェロキーと共有している。
なお、派生車種であるGLEクーペも本稿で述べる。

## 初代（2015年-2019年）W166/C292型
2015年1月、北米国際オートショーにて、新規則による車名変更が適用され、GLEとして発表された。W166自体は、3代目Mクラスとして2011年6月に発表されており、マイナーチェンジにあたる変更となる。

### 日本市場での歴史
2015年10月28日、マイナーチェンジに伴い、GLEに移行した。
2016年4月、派生モデルとしてGLEクーペが発表された。
2017年10月25日、特別仕様車「GLE 350 d 4MATIC Coupé Sports OrangeArt Edition」を100台限定で発売することを発表。同時に「Mercedes-AMG GLE 43 4MATIC」・「Mercedes-AMG GLE 43 4MATIC Coupé」の一部改良も行われ、エンジンの改良により最高出力を23PS向上したほか、「Mercedes-AMG GLE 43 4MATIC Coupé」には右ハンドル仕様も追加された。
| 日本でのグレード (クロスオーバーSUV) | 日本でのグレード (クロスオーバーSUV) | 日本でのグレード (クロスオーバーSUV)            | 日本でのグレード (クロスオーバーSUV) | 日本でのグレード (クロスオーバーSUV) | 日本でのグレード (クロスオーバーSUV) |
| グレード                             | 排気量                               | エンジン                                        | 最高出力/最大トルク                  | 変速機                               | 駆動方式                             |
| ------------------------------------ | ------------------------------------ | ----------------------------------------------- | ------------------------------------ | ------------------------------------ | ------------------------------------ |
| Mercedes-AMG GLE 63 S 4MATIC         | 5.5L                                 | M157型 DOHC V型8気筒 ツインターボチャージャー付 | 585ps/77.5kg・m                      | 7速AT                                | 4WD                                  |
| Mercedes-AMG GLE 43 4MATIC           | 3.0L                                 | M276型 DOHC V型6気筒ツインターボチャージャー付  | 390ps/53.0kg・m                      | 9速AT                                | 4WD                                  |
| GLE 350 d 4MATIC Sports              | 3.0L                                 | OM642型 DOHC V型6気筒ディーゼルターボ           | 258ps/63.2kg・m                      | 9速AT                                | 4WD                                  |
| GLE 350 d 4MATIC                     | 3.0L                                 | OM642型 DOHC V型6気筒ディーゼルターボ           | 258ps/63.2kg・m                      | 9速AT                                | 4WD                                  |

| 日本でのグレード (クロスオーバーSUVクーペ) | 日本でのグレード (クロスオーバーSUVクーペ) | 日本でのグレード (クロスオーバーSUVクーペ)      | 日本でのグレード (クロスオーバーSUVクーペ) | 日本でのグレード (クロスオーバーSUVクーペ) | 日本でのグレード (クロスオーバーSUVクーペ) |
| グレード                                   | 排気量                                     | エンジン                                        | 最高出力/最大トルク                        | 変速機                                     | 駆動方式                                   |
| ------------------------------------------ | ------------------------------------------ | ----------------------------------------------- | ------------------------------------------ | ------------------------------------------ | ------------------------------------------ |
| Mercedes-AMG GLE 63 S 4MATIC Coupé         | 5.5L                                       | M157型 DOHC V型8気筒 ツインターボチャージャー付 | 585ps/77.5kg・m                            | 7速AT                                      | 4WD                                        |
| Mercedes-AMG GLE 43 4MATIC Coupé           | 3.0L                                       | M276型 DOHC V型6気筒 ツインターボチャージャー付 | 390ps/53.0kg・m                            | 9速AT                                      | 4WD                                        |
| GLE 350 d 4MATIC Coupé Sports              | 3.0L                                       | OM642型 DOHC V型6気筒ディーゼルターボ           | 258ps/63.2kg・m                            | 9速AT                                      | 4WD                                        |
| GLE 350 d 4MATIC Coupé                     | 3.0L                                       | OM642型 DOHC V型6気筒ディーゼルターボ           | 258ps/63.2kg・m                            | 9速AT                                      | 4WD                                        |

## 2代目 (2019年-) W167/C167型
2018年9月12日、パリモーターショー2018にて発表された。2019年2月27日、「Mercedes-AMG GLE 53 4MATIC+」が発表され、同年3月5日にジュネーブモーターショー2019にて公開された。

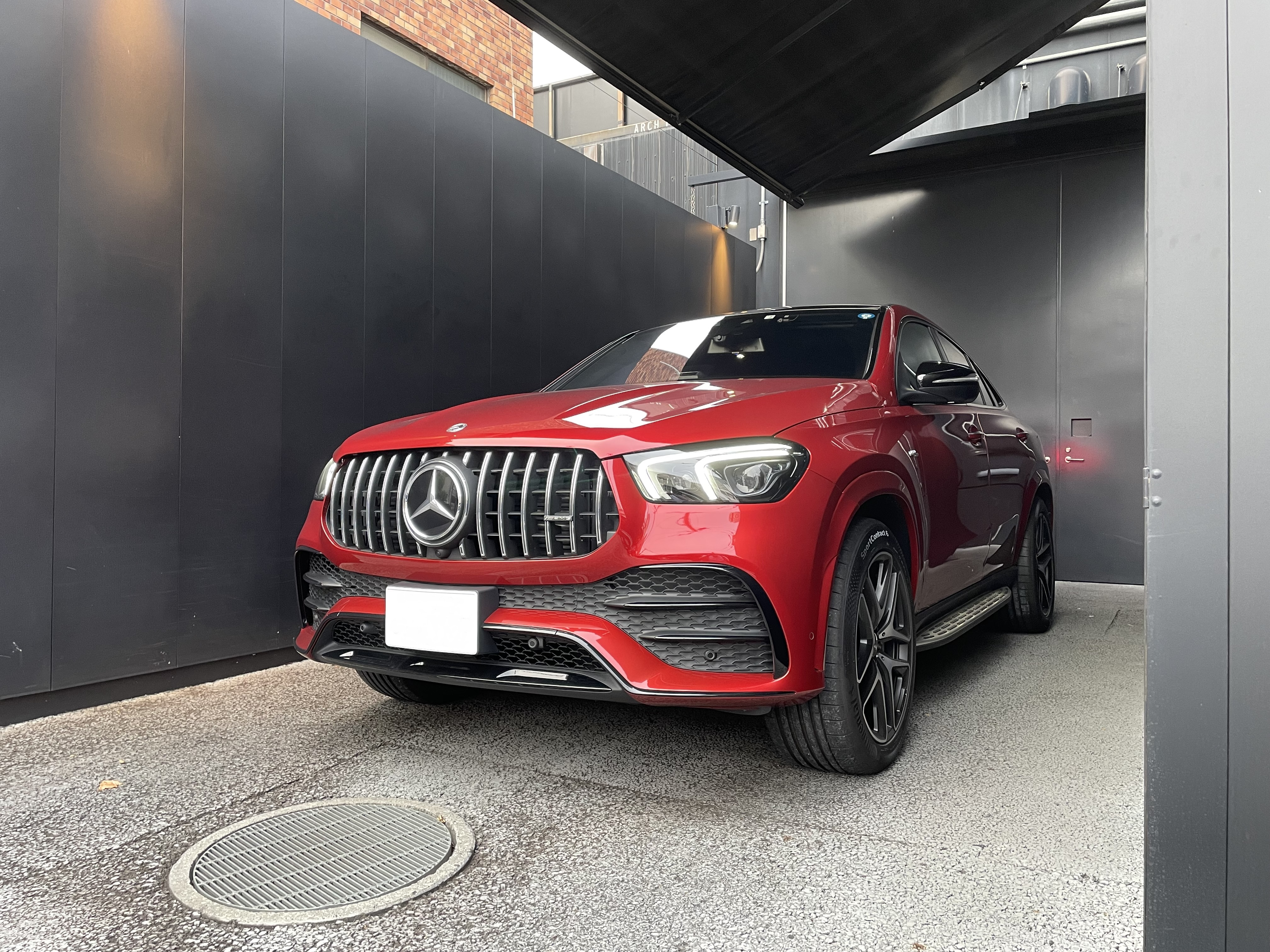
Mercedes me 東京にて撮影

### 日本市場での歴史
2019年6月19日、SUVが2代目にフルモデルチェンジされた。キャッチコピーは、SUVが「かつてない豊かな毎日のために。」、クーペが「そこに満ちる、艶やかな躍動。」である。
ホイールベースが80mm拡大され、室内空間を大幅に拡げたことで、3列シート・7人乗り仕様となったほか、パワートレインは全面刷新され、「GLE 300 d 4MATIC」にはGLEでは初となる直列4気筒の2.0L直噴ディーゼルターボ「OM654」型を、「GLE 400 d 4MATIC Sports」には2ステージターボチャージャーが採用された直列6気筒3.0L直噴ディーゼルターボ「OM656」型をそれぞれ採用。「GLE 450 4MATIC Sports」には直列6気筒の3.0L直噴ターボ「M256」型に、ISG（インテグレーテッド・スターター・ジェネレーター）と48V電気システムが搭載されている。
全モデルに液晶メーターとナビ画面が繋がったワイドディスプレイが標準装備される。ナビ画面は、タッチパネル式を採用している。
対話型マルチインフォティメントシステム「MBUX （メルセデス・ベンツ・ユーザー・エクスペリエンス）」が搭載され、AIを用いた音声認識を可能にした。「Hey,Mercedes!（ヘイ、メルセデス）」で起動する音声認識システムを備え、自然な対話で、カーナビの目的地設定やエアコンの温度調節など、車両の機能をコントロールすることができる。
また、周囲の交通状況に応じて、自動加減速とステアリングアシストを行う『アクティブディスタンスアシスト・ディストロニック＆アクティブステアリングアシスト』やドライバーがウインカーを点滅させると、行き先の車線に車両がいないことを確認して自動で車線を変更する『アクティブレーンチェンジングアシスト』、ドアを開ける際、後方から自転車やバイク、人が近づくと警告灯や警告音で危険を知らせる『アクティブブラインドスポットアシスト（降車時警告機能付）』など、Sクラスと同等の安全装置を備えたほか、歩行者や飛び出しに加え、対向車線を横切って右折しようとする時にフロントに搭載されたレーダーセンサーとステレオマルチパーパスカメラが前方の状況を検知し、対向車線を直進してくるクルマと衝突する危険がある場合に、車速10km/h以内であれば自動ブレーキが作動する日本初の機能となる『アクティブブレーキアシスト（右折時対向車検知機能付）』を搭載し、最高峰の安全性能を実現する「レーダーセーフティパッケージ」を全車に標準装備した。
なお、「GLE 450 4MATIC Sports」は発表当日より納車を開始し、「GLE 400 d 4MATIC Sports」は同年8月以降、「GLE 300 d 4MATIC」は同年11月以降順次納車されることになっており、「GLE 300 d 4MATIC」のメーカー希望小売価格に含まれる消費税率は同年10月1日以降に適用される10%相当となっている。また、ISG搭載モデルの「GLE 450 4MATIC Sports」は「平成30年排出ガス基準50%低減レベル（☆☆☆☆）」認定を取得している。
2020年5月28日、「Mercedes-AMG GLE 53 4MATIC+」が追加された（同日より注文受付開始、6月以降納車開始）。「GLE 450 4MATIC Sports」同様に直列6気筒の3.0L直噴ターボ「M256」型、ISG、48V電気システムにターボラグを解消するため電動スーパーチャージャーが搭載されるほか、トランスミッションには「AMGスピードシフトTCT（トルク・クラッチ・トランスミッション）」を採用。また、「AMG RIDE CONTROL+ エアサスペンション」をベースとした新システム「AMG ACTIVE RIDE CONTROL」を搭載。前後アクスルにそれぞれ配されたアクチュエーターが独立して動き、レスポンスの速い電気機械式となっているため、コーナリングや車線変更時にロールを効果的に抑制し、走行安定性を向上させる。なお、パノラミックスライディングルーフ仕様は型式取得されており、「平成30年排出ガス基準25%低減レベル（☆☆☆）」認定を取得している。
同年6月11日、クーペが2代目にフルモデルチェンジされた（同日より注文受付開始、6月下旬以降納車）。初代モデルに比べ、全長で65mm、全幅で5mmそれぞれ拡大しているが、全高で15mm低くなった。また、ホイールベースも20mm拡大されたが、2代目GLEに比べて60mm短く設計されている。外観はフロントグリルにメルセデス・ベンツのクーペデザインの特徴であるシングルルーバーのダイヤモンドラジエーターグリルが採用され、リアは後席ドアからテールランプまでショルダーラインが伸び、リアコンビネーションはスリムで細長く、メルセデス・ベンツのSUVデザイン特徴である2分割で丸みを帯びたブロックデザインとしている。
ラインアップは、OM656型を搭載した「GLE 400 d 4MATIC Coupé Sports」と、M256型にISGと48V電気システムを搭載した「Mercedes-AMG GLE 53 4MATIC+ Coupé」の2モデルが設定される。Mercedes-AMG GLE 53 4MATIC+ Coupéは「平成30年排出ガス基準25%低減レベル（☆☆☆）」認定を取得している。
同年12月15日、トップパフォーマンスモデルの「Mercedes-AMG GLE 63 S 4MATIC+」及び「Mercedes-AMG GLE 63 S 4MATIC+ Coupé」が追加発売された。612PSの最高出力と86.7kg・mの最大トルクを発揮するAMG 4.0L V型8気筒直噴ツインターボ「M177型」に電気モーター機能を兼ねるISGと48V電気システムが組み合わされており、縦にルーバーが入ったAMG専用ラジエターグリルを新採用し、AMGレッドブレーキキャリパーやAMGスポーツエグゾーストシステムといったMercedes-AMG 63シリーズ専用のエクステリアも装備される。
2021年12月24日、一部改良並びに仕様変更を実施（GLEは2022年1月、GLEクーペは同年2月より順次納車）。GLE 300 d 4MATICはISGの搭載により電動化。また、全モデルにおいて、Apple CarPlay及びAndroid Autoに対応し、スマートフォンのアプリをメディアディスプレイで使用可能にするスマートフォン連携機能を標準装備した。さらに、GLEでは前席左右に加え、後席でも独立した温度調整を可能にするクライメートコントロールも標準装備された。また、ボディカラーはイリジウムシルバーをハイテックシルバーに入れ替え、エナジャイジングパッケージ、エアバランスパッケージ（パフュームアトマイザー付）、ワイヤレスチャージング、E-ACTIVE BODY CONTROLパッケージのオプション及び標準設定が停止され、原材料費の高騰に対応するため、メーカー希望小売価格が見直された。
2023年9月28日、マイナーチェンジモデルが発売された。「GLE 400 d 4MATIC Sports」と「GLE 400 d 4MATIC Coupé Sports」はISGと48V電気システムが搭載された上で、「GLE 450 d 4MATIC Sports」と「GLE 450 d 4MATIC Coupé Sports」へ改名され、既存モデルを含めて全車マイルドハイブリッド仕様となった。また、全モデルでフロントバンパー・ヘッドライト・テールライトのデザインが変更され、ホイールを新色に変更。「GLE 300 d 4MATIC」と「GLE 450 d 4MATIC Sports」はフロントグリルがスターパターンとなり、「Mercedes-AMG GLE 53 4MATIC+」はボンネットエンブレムが新デザインとなった。内装はステアリングホイールが最新世代へアップデートされ、ディスタンスアシスト・ディストロニック使用時のハンズオフ検知機能においては、静電容量式センサーを備えたパッドをリムに装着されたことで、ステアリングホイールにかかるトルクがなくともドライバーがステアリングを握っていることが認識できるように改良。Burmesterサラウンドサウンドシステム、MBUX ARナビゲーションが標準装備されたほか、Offroad設定時には360°カメラシステムを用いてメディアディスプレイにクルマのフロント部分下方の路面映像（フロントタイヤとその蛇行方向を含む）を仮想的に映し出すことで、車外に出ることなく進路上にある大きな石や深い窪みなどの障害を確認可能となる「トランスペアレントボンネット」も装備された。
同年11月20日、「Mercedes-AMG GLE 63 S 4MATIC+」及び「Mercedes-AMG GLE 63 S 4MATIC+ Coupé」もマイナーチェンジ。外観はヘッドライト・テールライト・ボンネットエンブレムが新デザインに変更。内装は先にマイナーチェンジされたモデル同様にステアリングホイールが最新世代へアップデート、リムに静電容量式センサーを備えたパッドが装着され、BurmesterサラウンドサウンドシステムやMBUX ARナビゲーションが標準装備された。
2025年6月23日、SUV・クーペに「GLE 450 d 4MATIC Sports Core」を追加発表・発売。「GLE 450 d 4MATIC Sports」をベースに標準装備を見直し、外装色を7色から2色へ厳選したことで、約150万円安価な価格を実現した。本革巻スポーツステアリング（ナッパレザー）やアンスラサイトオークウッドインテリアトリムなどが含まれる「AMGラインインテリア」およびドアクロージングサポーターが、ベース車から省かれるほか、シート素材は、本革/ナッパレザーからレザーARTICO（人工皮革）へ変更されている。 併せて、ベース車の「GLE 450 d 4MATIC Sports」に装着されるホイールが、1インチアップの22インチAMGアルミホイール（RXT）へ改められた。
同時に、「GLE 300 d 4MATIC」を一部変更。これまで標準装備であった、3列目シート、パノラミックスライディングルーフ、6ウェイパワーシート（2列目左右）を有償オプションとすることで、乗車定員の変更（7名→5名）と価格の見直し（約120万円の値下げ）が行われた。
| 日本でのグレード（クロスオーバーSUV）                | 日本でのグレード（クロスオーバーSUV） | 日本でのグレード（クロスオーバーSUV）           | 日本でのグレード（クロスオーバーSUV） | 日本でのグレード（クロスオーバーSUV） | 日本でのグレード（クロスオーバーSUV） |
| グレード                                             | 排気量                                | エンジン                                        | 最高出力/最大トルク                   | 変速機                                | 駆動方式                              |
| ---------------------------------------------------- | ------------------------------------- | ----------------------------------------------- | ------------------------------------- | ------------------------------------- | ------------------------------------- |
| Mercedes-AMG GLE 63 S 4MATIC+                        | 4.0L                                  | M177型 DOHC V型8気筒 ツインターボチャージャー付 | 9速AT（9G-TRONIC）                    | 4WD                                   | 612ps/86.7kg・m                       |
| Mercedes-AMG GLE 53 4MATIC+                          | 3.0L                                  | M256型 DOHC 直列6気筒 ターボチャージャー付      | 9速AT（9G-TRONIC）                    | 4WD                                   | 435ps/53.0kg・m                       |
| GLE 450 4MATIC Sports                                | 3.0L                                  | M256型 DOHC 直列6気筒 ターボチャージャー付      | 9速AT（9G-TRONIC）                    | 4WD                                   | 367ps/51.0kg・m                       |
| GLE 450 d 4MATIC Sports GLE 450 d 4MATIC Sports Core | 3.0L                                  | OM656M型 DOHC 直列6気筒 ディーゼルターボ        | 9速AT（9G-TRONIC）                    | 4WD                                   | 367ps/76.5kg・m                       |
| GLE 400 d 4MATIC Sports                              | 3.0L                                  | OM656型 DOHC 直列6気筒 ディーゼルターボ         | 9速AT（9G-TRONIC）                    | 4WD                                   | 330ps/71.4kg・m                       |
| GLE 300 d 4MATIC                                     | 2.0L                                  | OM654M型 DOHC 直列4気筒 ディーゼルターボ        | 9速AT（9G-TRONIC）                    | 4WD                                   | 269ps/56.1kg・m                       |

| 日本でのグレード（クロスオーバーSUVクーペ）                      | 日本でのグレード（クロスオーバーSUVクーペ） | 日本でのグレード（クロスオーバーSUVクーペ） | 日本でのグレード（クロスオーバーSUVクーペ） | 日本でのグレード（クロスオーバーSUVクーペ） | 日本でのグレード（クロスオーバーSUVクーペ） |
| グレード                                                         | 排気量                                      | エンジン                                    | 最高出力/最大トルク                         | 変速機                                      | 駆動方式                                    |
| ---------------------------------------------------------------- | ------------------------------------------- | ------------------------------------------- | ------------------------------------------- | ------------------------------------------- | ------------------------------------------- |
| Mercedes-AMG GLE 63 4MATIC+ Coupé                                | 4.0L                                        | M177型 DOHC V型8気筒 ターボチャージャー付   | 9速AT（9G-TRONIC）                          | 4WD                                         | 612ps/86.7kg・m                             |
| Mercedes-AMG GLE 53 4MATIC+ Coupé                                | 3.0L                                        | M256型 DOHC 直列6気筒 ターボチャージャー付  | 9速AT（9G-TRONIC）                          | 4WD                                         | 435ps/53.0kg・m                             |
| GLE 450 d 4MATIC Coupé Sports GLE 450 d 4MATIC Coupé Sports Core | 3.0L                                        | OM656M型 DOHC 直列6気筒 ディーゼルターボ    | 9速AT（9G-TRONIC）                          | 4WD                                         | 367ps/76.5kg・m                             |
| GLE 400 d 4MATIC Coupé Sports                                    | 3.0L                                        | OM656型 DOHC 直列6気筒 ディーゼルターボ     | 9速AT（9G-TRONIC）                          | 4WD                                         | 330ps/71.4kg・m                             |